# Tortoise
I Tortoise sono un gruppo rock strumentale formatosi a Chicago, Illinois, nel 1990.
Sono considerati una delle band più innovative della musica contemporanea, nonché tra le più significative nella definizione dell'estetica post-rock.

## Storia della band
I Tortoise nacquero verso la fine degli anni ottanta, per iniziativa del bassista Doug McCombs (proveniente dagli Eleventh Dream Day) e del batterista John Herndon, entrambi interessati alla sperimentazione sul ritmo. Presto si unirono due membri dei Bastro, il batterista John McEntire e il bassista Bundi K. Brown, seguiti dal percussionista Dan Bitney.
Nel 1993, dopo aver firmato con la Thrill Jockey, pubblicarono il loro primo singolo, L'anno successivo fu la volta del loro primo LP: Tortoise. Nel 1995 uscì un album di remix, Rhythms, Resolutions, and Clusters. Brown uscì dalla band, e venne sostituito, al basso, da David Pajo, chitarrista degli Slint, musicista estremamente qualificato e ricercato.
La nuova formazione pubblicò, nel 1996, Millions Now Living Will Never Die, generalmente considerato il loro capolavoro nonché uno dei dischi più importanti degli anni novanta e dell'intera storia del rock. Pajo lasciò la band, e venne sostituito da Jeff Parker, musicista di cultura jazz, la cui influenza si sentirà in TNT del 1998. Seguirono Standards, nel 2001, e It's All Around You, nel 2004.
Dopo una collaborazione con Bonnie 'Prince' Billy a un album di cover (The Brave and the Bold, del 2006), nel 2009 pubblicarono Beacons of Ancestorship.
I Tortoise sono generalmente classificati come post-rock, ma le loro influenze spaziano dal jazz al krautrock, dal dub alla musica elettronica.

## Formazione

### Formazione attuale
- John McEntire – batteria, tastiere
- Doug McCombs – basso
- John Herndon – batteria, tastiere, vibrafono
- Dan Bitney – percussioni
- Jeff Parker – chitarra

### Ex componenti
- Bundy K. Brown – basso (fino al 1995)
- David Pajo – chitarra (fino al 1998)

## Discografia
- 1994 - Tortoise
- 1995 - Rhythms, Resolutions, and Clusters (album di remix)
- 1996 - Millions Now Living Will Never Die
- 1998 - TNT
- 1999 - In the Fishtank (in collaborazione con The Ex, EP)
- 2001 - Standards
- 2004 - It's All Around You
- 2006 - The Brave and the Bold
- 2006 - A Lazarus Taxon (compilation)
- 2009 - Beacons of Ancestorship
- 2016 - The Catastrophist